# Akihabara
Akihabara (秋葉原?), conosciuta anche come Akihabara Electric Town (秋葉原電気街?, Akihabara Denki Gai), è una celebre area di Tokyo, in Giappone. Il suo nome viene anche abbreviato in Akiba. Pur essendoci una zona vicina chiamata ufficialmente Akihabara e facente parte di Taito-ku, l'area detta Akihabara dalla maggior parte delle persone (inclusa l'omonima stazione del treno della Japan Railways) è in realtà Soto-Kanda, una parte del distretto di Kanda, nel quartiere di Chiyoda.

## Storia
Precedentemente alla seconda guerra mondiale l'area era un'animata e affollata comunità. In seguito ad un grande incendio che distrusse quasi completamente il distretto si decise di lasciare pulita la terra in modo da impedire a nuovi incendi di avvicinarsi alla residenza imperiale. Divenne famosa come «campo delle foglie autunnali» (秋葉原?, Akihabara) durante la seconda guerra mondiale, quando solo le foglie autunnali erano visibili.

## Tempi moderni
Akihabara è famosa soprattutto per la sua grande concentrazione di negozi che vendono tutti i tipi di apparecchi elettronici, manga, anime, videogiochi ed articoli per adulti. Probabilmente è la più vasta area di vendita del mondo per beni elettronici e computer, inclusi oggetti nuovi e usati.
Il materiale nuovo si può trovare nei negozi della strada principale, la Chou Dori, mentre l'usato di tutti i tipi (software, hardware e molto, molto altro) si può trovare nelle vie sul retro del Soto Kanda 3-chome. Parti di ricambio nuove per gli amanti del fai-da-te sono facilmente disponibili in molti negozi. Attrezzi, parti elettriche, cavi, videocamere miniaturizzate ed altro si possono trovare nei minuscoli corridoi della Soto Kanda 1-chome (vicino alla stazione). I turisti stranieri tendono a visitare i grossi negozi vicino alla stazione, mentre i locali sanno dove ottenere una varietà di scelta e di prezzi migliore allontanandosi dalla stazione.
Oltre che per gli appassionati di elettronica è anche una miniera per gli appassionati di anime: qui si trovano numerosi negozi dove si possono acquistare anime, manga, dōjinshi, OST, action figure, costumi per il cosplay e locali tematici come i maid café. Come per i negozi di elettronica si può andare da negozi multipiano (come il famoso Mandarake) a piccoli negozi specializzati che occupano una sola stanza.

## Accesso

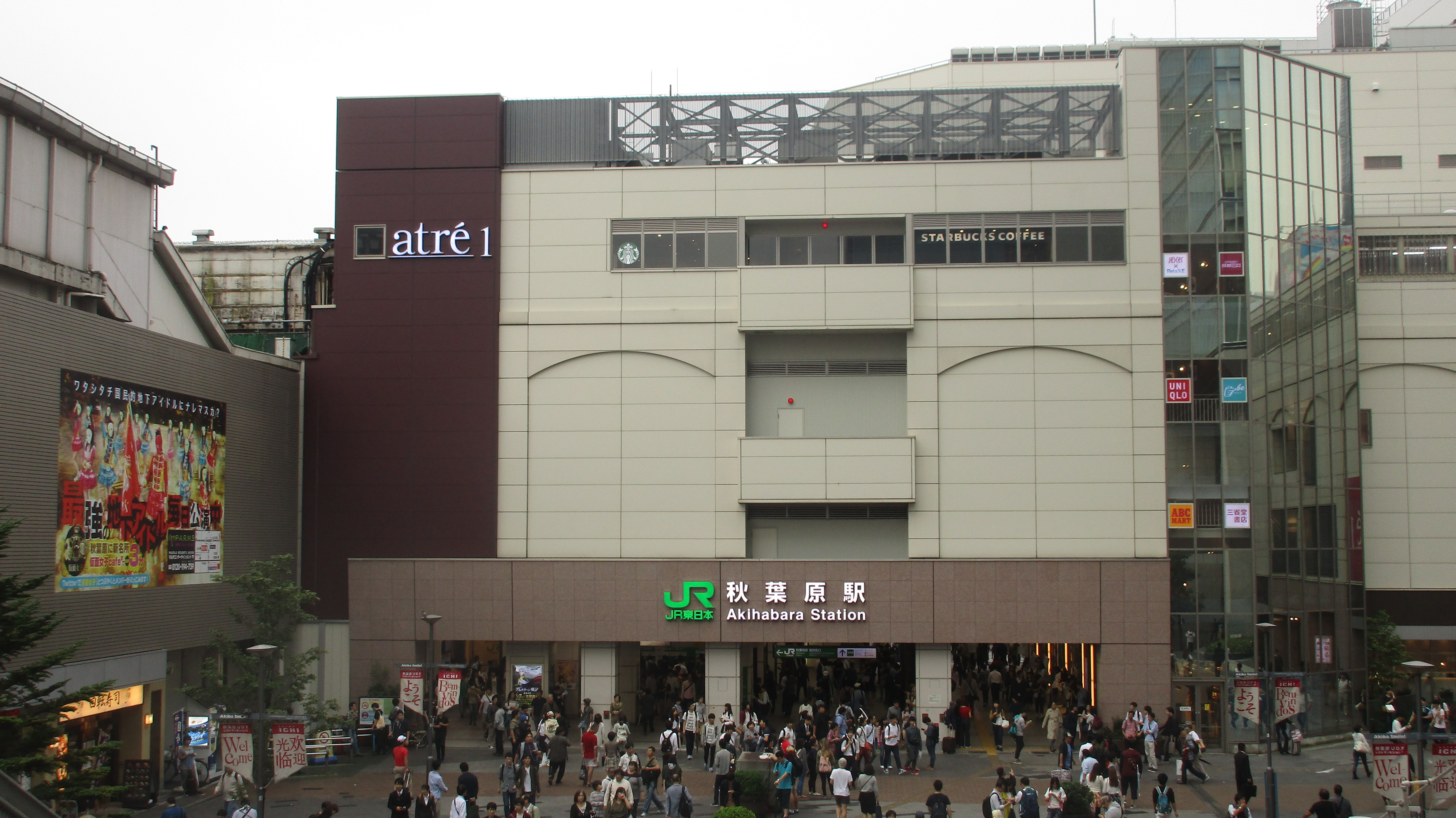
Vista della stazione.

L'area si sviluppa attorno alla grande stazione di Akihabara presso cui fermano i treni della linea Yamanote, la principale linea, circolare, che unisce i principali quartieri di Tokyo, nonché le linee Chūō-Sōbu e Keihin-Tōhoku della JR East. Oltre a queste linee ferroviarie, ad Akihabara in sotterranea è presente il capolinea della ferrovia intercity Tsukuba Express, e la linea Hibiya della Tokyo Metro. Ai confini nord della zona si trova anche la stazione di Suehirochō sulla linea Ginza della metropolitana.

## Galleria d'immagini

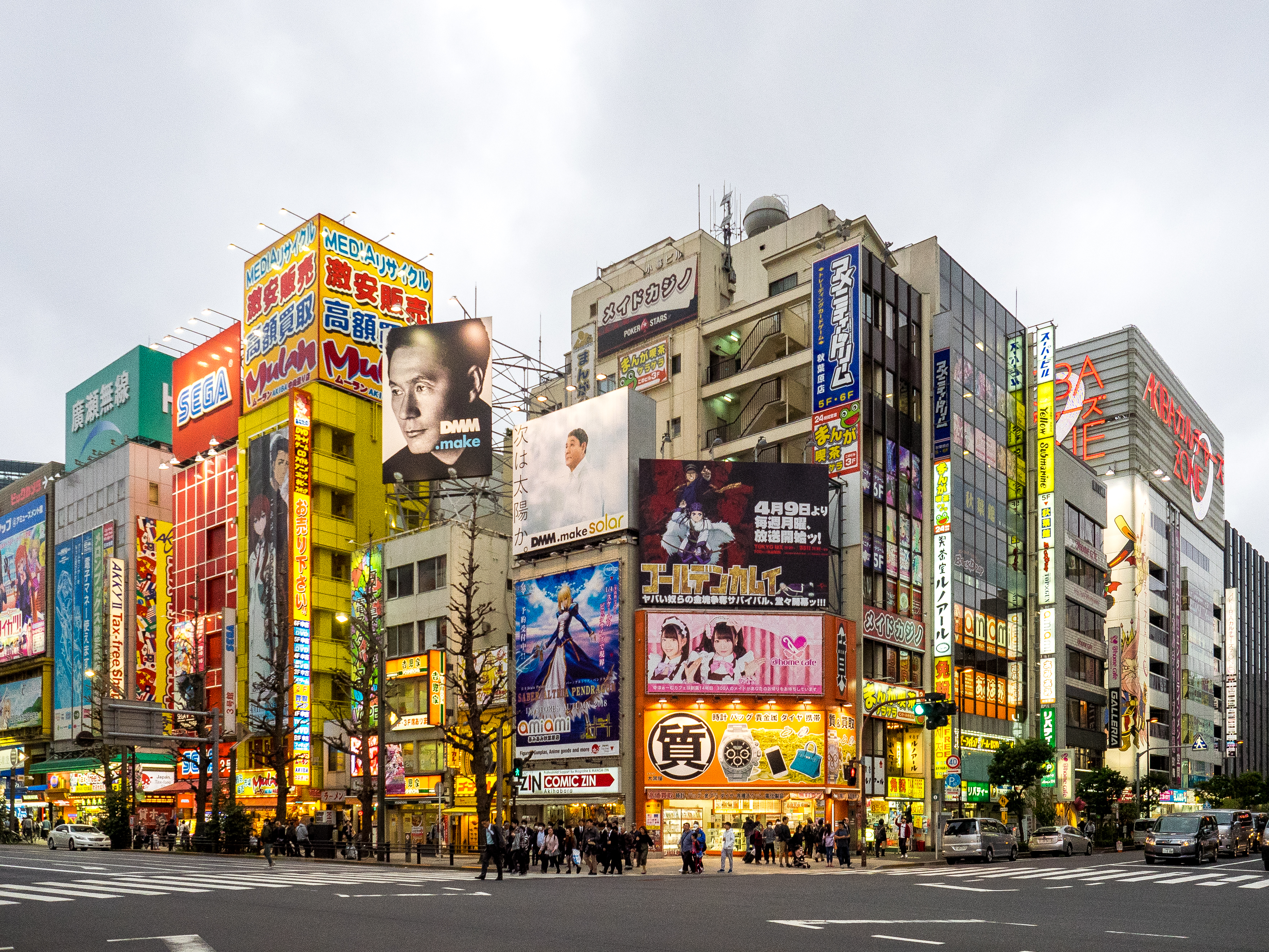
Akihabara crossing (traversata)
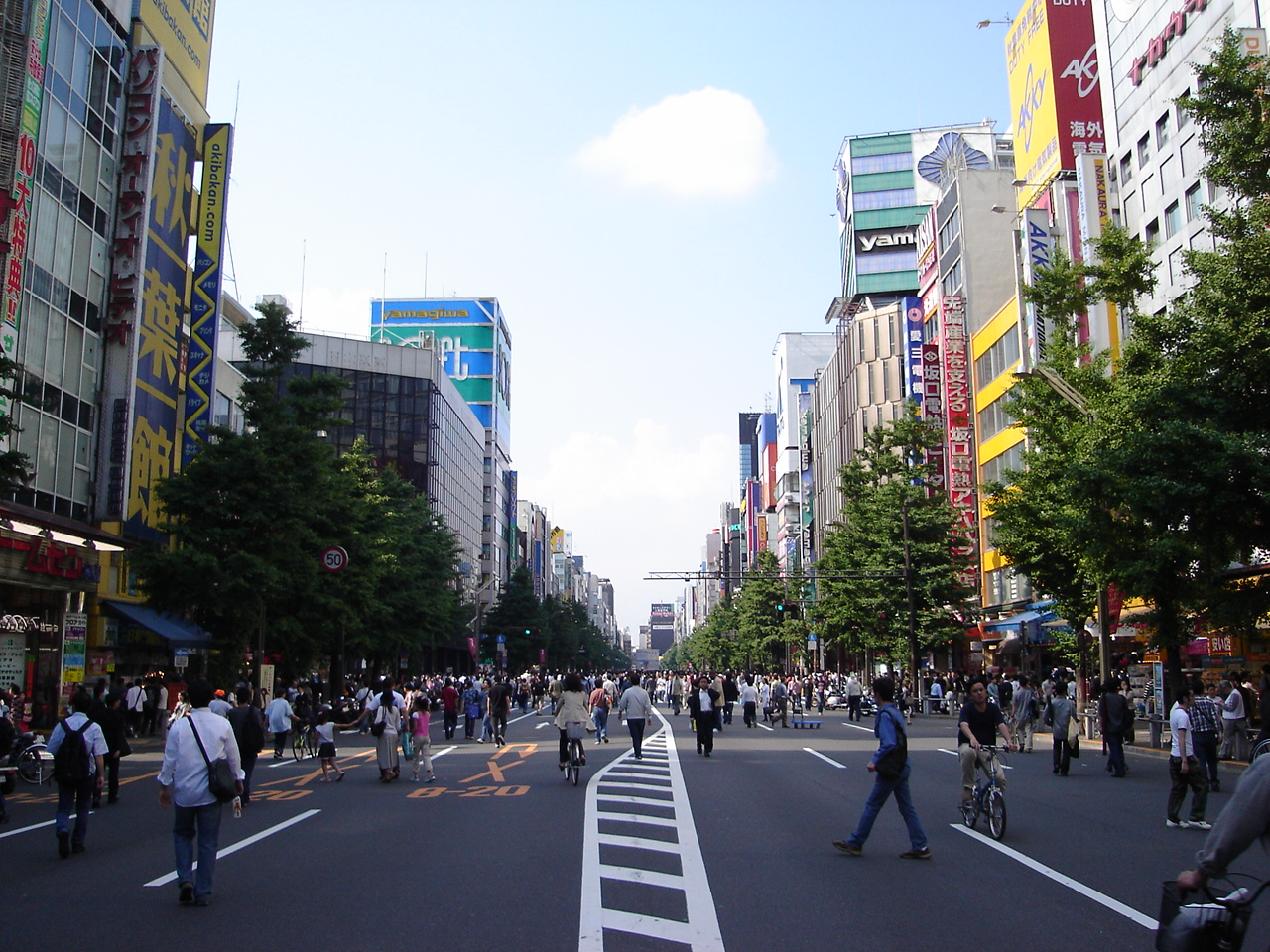
Domenica ad Akihabara.
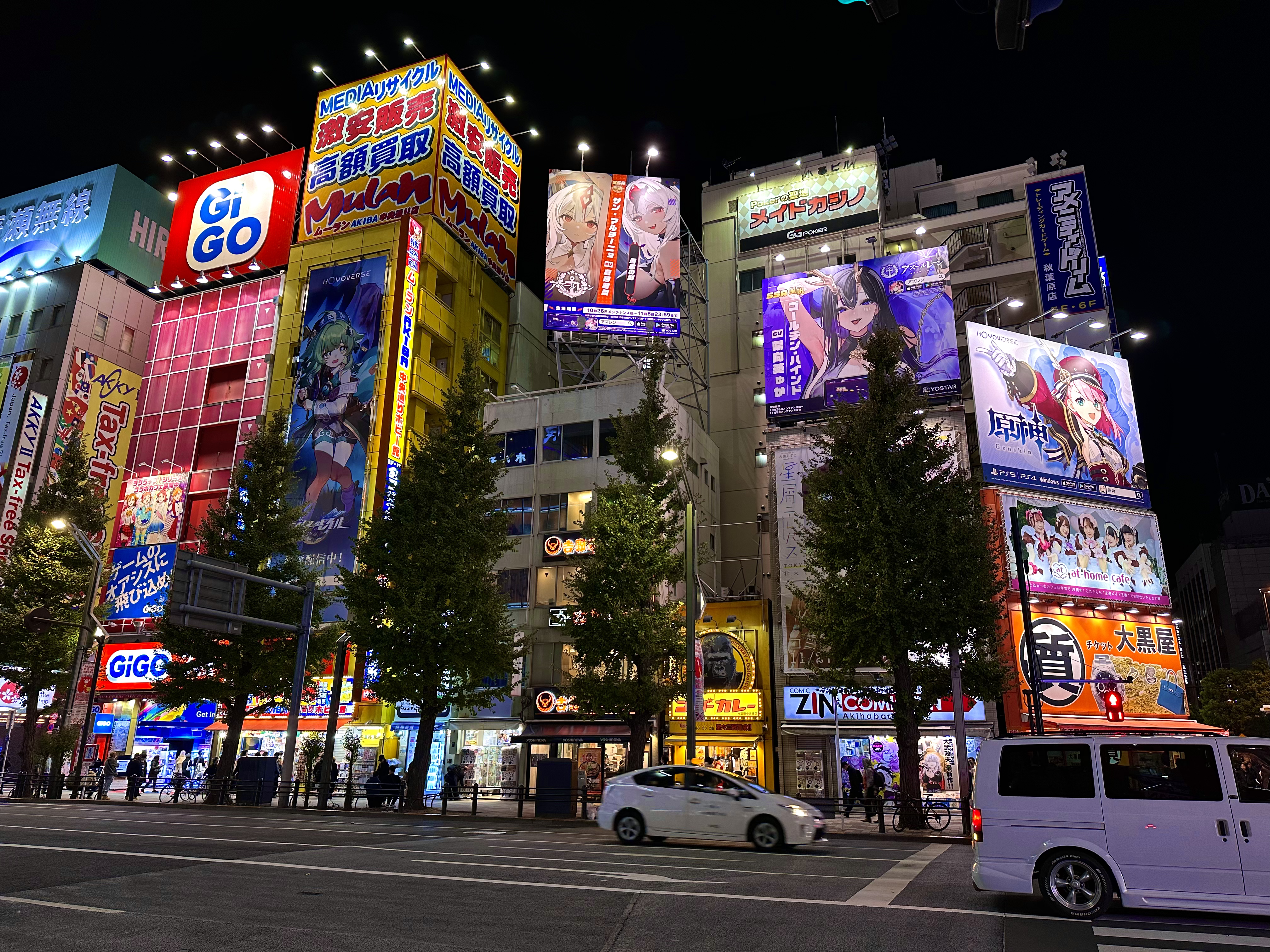
Di notte